# Mitra belcheri
Mitra belcheri är en snäckart som beskrevs av Hinds 1844. Mitra belcheri ingår i släktet Mitra och familjen Mitridae. Inga underarter finns listade i Catalogue of Life.